# Antonio Batesta
Antonio Batesta (Teramo, 13 febbraio 1953) è un ex sollevatore italiano.

## Biografia
Già messosi in luce a livello Allievi sollevando nel 1971 in distensione 202,5 kg e confermatosi a livello juniores anche in ambito internazionale, a vent'anni fu campione italiano negli assoluti di Novi Ligure 1973 nella categoria inferiore ai 67 chilogrammi e mezzo, titolo ripetuto nel 1975 a Verona.
In ambito internazionale, altresì, rappresentò l'Italia ai Giochi del Mediterraneo 1975 ad Algeri e alla Coppa CEE 1977 a Udine, in cui si aggiudicò la prova dei pesi leggeri contro il britannico Welch.